# ジヤトコ・5R05トランスミッション
5R05（別名RE5R05A〈日産自動車〉、JR507E/JR509E〈ジヤトコ〉、TG5C/TG5D "5EAT"〈富士重工業〉）は、ジヤトコの5段オートマチックトランスミッションである。2002年に発売され、縦置きエンジンの後輪駆動車または四輪駆動車で使われた。旧型の5R01トランスミッションとはほとんどあるいは全く共通点はない。

## 仕様

### ATF
OEM オートマチックトランスミッションフルード（ATF）はNISSAN ATF Matic Jが全世界で使われる。米国でのみ2009年にMatic Sによって置き換えられた。
スバル車では、ATF-HP仕様を満たさなければならない。これはラベルを貼り替えた出光製ATFとしてディーラーで入手できる。バルボリンは青色容器の「Import Multi Vehicle」フルードを生産しており、全ての北米車に適用可能であるが、赤色容器の「Max life ATF」はカリフォルニアで走行している車両には適用できない。カストロール製Transmax Jとペンゾイル製ATF-Jも承認されたフルードである。

### ギア比
| 種類\ギア                             | 1     | 2     | 3     | 4     | 5     | R     |
| ------------------------------------- | ----- | ----- | ----- | ----- | ----- | ----- |
| A - 95X1A                             | 3.827 | 2.368 | 1.519 | 1.000 | 0.834 | 2.613 |
| B - 98X5B, 99X5B                      | 3.842 | 2.353 | 1.529 | 1.000 | 0.839 | 2.765 |
| C - 90X02, 90X69, 91X14, 91X78, 92X12 | 3.540 | 2.264 | 1.472 | 1.000 | 0.834 | 2.370 |

## 搭載車種
- キア・ソレント 2003-2009
- キア・モハベ 2010-2012
- インフィニティ・FX35 2003–2009
- インフィニティ・G35 2003–2009
- インフィニティ・G37
- インフィニティ・M45 2003–2004
- インフィニティ・Q45 2002-2006
- 日産・フェアレディZ Z33 2003–2008
- 日産・アルマーダ（初代）
- 日産・ナバラ D40 2005–2009
- 日産・パスファインダー R51 2005–2012
- 日産・パトロール Y61 2002–2010
- 日産・ステージア M35 2002-2007
- 日産・タイタン A60 2003–2015
- 日産・エクステラ N50 2005–2015